# Wólka Grądzka
Wólka Grądzka est une localité polonaise de la gmina de Mędrzechów, située dans le powiat de Dąbrowa en voïvodie de Petite-Pologne.